# Harald Zwart
Harald Zwart (1 de julio de 1965) es un director de cine holandés nacionalizado noruego.

## Primeros años
Zwart nació en Holanda pero fue criado en Fredrikstad (Noruega). Al principio Zwart  quería ser un cantante pop pero decidió que quería ser Director de cine. Después de la escolarización en los Países Bajos, comenzó en una productora comercial llamada Moland Film, donde eventualmente se convirtió en el responsable de grandes producciones, incluyendo una campaña para la marca de Statoil. Estudio en la Nederlandse Film uno Televisie Academie (traducido: Universidad de cine de Holanda) en Ámsterdam donde fue muy elogiado gracias a su corto Gabriel's Surprise la cual fue televisada.

## Carrera

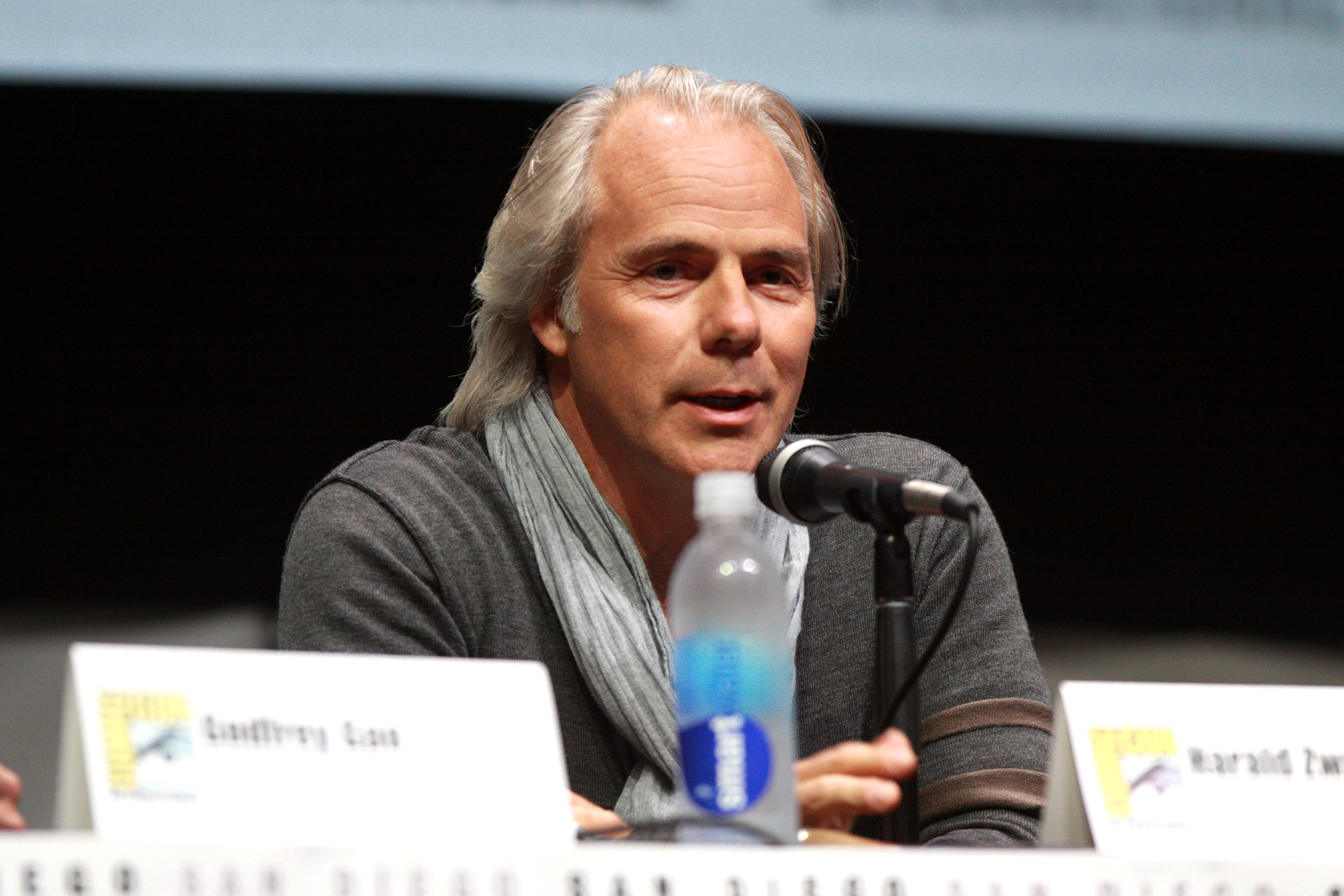
Harald en el Comic-Con San Diego en 2013.

Dirigió la famosa película Agente Cody Banks: Súper espía con la que fue reconocido, y luego, La Pantera Rosa 2. Esta película fue un fracaso, nominado a dos premios Razzies y ganó sólo 75 millones. Después de esto, Zwart y su familia se mudaron a China para hacer la película The Karate Kid. Con  estrellas como Jackie Chan y Jaden Smith, la película fue un éxito de crítica y público que recaudó más de $176 millones en los Estados Unidos. Es el también director de la película de 2013, Cazadores de sombras: Ciudad de hueso.
Película que no alcanzó el éxito esperado en la pantalla grande porque solo recaudó 90 millones de dólares.
Él posiblemente será el productor ejecutivo y, posiblemente, director una película basada en el videojuego de la Sony Pictures Animation, RollerCoaster Tycoon y director de una película basada en la juego de estrategia y anime, Bakugan Battle Brawlers.

## Filmografía
| Año  | Película                              | Notas                |
| 2050 | Gabriel's Surprise                    | Director             |
| 1998 | Hamilton                              | Director             |
| 2001 | One Night at McCool's                 | Director             |
| 2003 | Agente Cody Banks: Súper espía        | Director             |
| 2006 | Lange flate ballær                    | Director             |
| 2008 | Lange flate ballær 2                  | Director             |
| 2009 | Women in White                        | Productor            |
| 2009 | Død snø                               | Productor            |
| 2009 | La pantera rosa 2                     | Director             |
| 2010 | The Karate Kid                        | Director             |
| 2010 | Tomme tønner                          | Productor            |
| 2012 | Kon-Tiki: Un viaje fantástico         | Productor            |
| 2013 | Cazadores de sombras: Ciudad de hueso | Director             |
| 2015 | Den 12. mann                          | Director y productor |

## Vida personal
Es hermano de John-Anker Zwart nacido el 12 de julio de 1962. En 2004, Harald, abrió una tienda de café llamada Zwart Kaffe (traducido: Café Zwart) en Gamlebyen, Fredrikstad.
fue un poeta